# Stefan Raab
Stefan Konrad Raab (Keulen, 20 oktober 1966) is een Duitse komiek, zanger, componist en televisiepresentator.

## Biografie
Hij werd bekend bij het Europese publiek door een optreden op het Eurovisiesongfestival van 2000 met het liedje Wadde hadde dudde da? waarmee hij een vijfde plaats behaalde. Hij componeerde eerder al het liedje Guildo hat euch lieb voor Guildo Horn, dat in de eindrangschikking met 86 punten een 7e plaats behaalde in 1998.
Als antwoord op de Duitse versie van Idols - genaamd DSDS voor "Deutschland sucht den Superstar" - presenteerde Raab een talentenjacht met de naam SSDSGPS "Stefan sucht den Super-Grand-Prix-Star". De winnaar van deze talentenjacht was Max Mutzke met het lied Can't wait until tonight en mocht meedoen met de Duitse voorronde voor het Eurovisiesongfestival. Mede door de publiciteit en bekendheid, werd hier dik gewonnen. Max Mutzke werd niet de winnaar van het songfestival. Dit was de laatste keer dat Raab betrokken was bij het Eurovisiesongfestival. Na Istanbul heeft hij gezworen nooit meer mee te doen. Hij presteerde jaarlijks een Duitse versie van het Eurovisiesongfestival, de Bundesvision Song Contest. Dat deed hij t/m 2015. In 2010 was hij jurylid in de show Unser Star für Oslo, waarbij de afgevaardigde voor het Eurovisiesongfestival 2010 werd gekozen. De winnares voor Oslo was Lena met het lied Satellite, dat het festival ook won.
Verder is Raab vooral actief in de Duitse mediawereld als komiek, zanger, componist en televisiepresentator. Hij werd bekend toen hij voor de muziektelevisiezender VIVA een talkshow ging doen in het midden van de jaren 90 van de 20e eeuw. Later kreeg hij een contract bij Pro7 en daar presenteert hij het programma TV Total , een late-night-talkshow met veel humor. Hij heeft in zijn show de eis aan optredende artiesten dat alles live is, zang en muziek. Daarnaast organiseert hij nog vele sportevenementen (Wok WM, TVtotal Springreit Championaat, TV Total Turmspringen, TV Total stockcar Crash Challenge, TV Total Olympiade en de TV Total Biathlon). In april 2005 hebben hij en Boris Becker het in een tennismatch opgenomen tegen Elton en Thomas Muster.
Raab speelt de pokervariant Texas Hold'em en organiseert pokertoernooien.
In 2011 presenteerde hij samen met Judith Rakers en Anke Engelke het Eurovisiesongfestival 2011 in Düsseldorf.
Hij is sinds 2015 niet meer op televisie geweest.
1956: Freddy Quinn + Walter Andreas Schwarz · 
1957: Margot Hielscher · 
1958: Margot Hielscher · 
1959: Alice & Ellen Kessler · 
1960: Wyn Hoop · 
1961: Lale Andersen · 
1962: Conny Froboess · 
1963: Heidi Brühl · 
1964: Nora Nova · 
1965: Ulla Wiesner · 
1966: Margot Eskens · 
1967: Inge Brück · 
1968: Wenche Myhre · 
1969: Siw Malmkvist · 
1970: Katja Ebstein · 
1971: Katja Ebstein · 
1972: Mary Roos · 
1973: Gitte · 
1974: Cindy & Bert · 
1975: Joy Fleming · 
1976: Les Humphries Singers · 
1977: Silver Convention · 
1978: Ireen Sheer · 
1979: Dschinghis Khan · 
1980: Katja Ebstein · 
1981: Lena Valaitis · 
1982: Nicole · 
1983: Hoffmann & Hoffmann · 
1984: Mary Roos · 
1985: Wind · 
1986: Ingrid Peters · 
1987: Wind · 
1988: Maxi & Chris Garden · 
1989: Nino de Angelo · 
1990: Chris Kempers & Daniel Kovac · 
1991: Atlantis 2000 · 
1992: Wind · 
1993: Münchener Freiheit · 
1994: Mekado · 
1995: Stone & Stone · 
1997: Bianca Shomburg · 
1998: Guildo Horn & Die Orthopädischen Strümpfe · 
1999: Sürpriz · 
2000: Stefan Raab · 
2001: Michelle · 
2002: Corinna May · 
2003: Lou · 
2004: Max · 
2005: Gracia · 
2006: Texas Lightning · 
2007: Roger Cicero · 
2008: No Angels · 
2009: Alex Swings Oscar Sings · 
2010: Lena Meyer-Landrut · 
2011: Lena Meyer-Landrut · 
2012: Roman Lob · 
2013: Cascada · 
2014: Elaiza · 
2015: Ann Sophie · 
2016: Jamie-Lee Kriewitz · 
2017: Levina · 
2018: Michael Schulte · 
2019: S!sters · 
2021: Jendrik Sigwart · 
2022: Malik Harris · 
2023: Lord of the Lost · 
2024: Isaak · 
2025: Abor & Tynna
- Gemeinsame Normdatei: 123363608
- International Standard Name Identifier: 0000 0001 1493 0215
- Library of Congress Control Number: no00040038
- MusicBrainz: db1943f7-1741-46cd-aa4a-494ea3f753c4
- Virtual International Authority File: 68473185
- WorldCat: E39PBJqBpqrBwQXtHy3pFM6R8C